# 中华民国国军的丑闻与争议
中华民国国军自1947年12月25日建立以来发生过多起的丑闻或争议事件，涉及人权、贪腐、叛逃、违纪、犯罪等。

## 歷史
中華民國國軍的醜聞與爭議多起因於部隊管理問題，包括軍紀不彰與漠視軍中人權等問題。

### 軍紀不彰
將領士官對敵輸誠、判逃或洩密事件，官兵不當性關係與酒駕、吸毒等事件。
2021年元旦起中華民國國軍為整頓軍紀實施國軍軍風紀律改革專案。

### 軍中人權
基層官兵的傷亡、自殘、性侵事件多是起因於幹部沒有人權觀念，高層到基層的層層施加壓力造成基層官兵無法適應，管理時使用不當方法管教甚至凌虐導致憾事發生，在2012年到2016年間因為身心問題而辦理退伍人數就佔高達79%的比例,也造成基層義務役官兵只求平安退伍的心態。
中華民國軍中設置1985申訴管道，在洪仲丘事件後，廢除禁閉懲罰制度，非戰爭時期的部份軍事審判案件改由司法機關審判。

## 两蒋时期

### 1940年代
1949年7月13日，时任陸军步兵第三九师代理师长的韩凤仪强迫流亡澎湖的中学生入伍，引发流血與冤案。事發後，校長張敏之、鄒鑑和五名學生劉永祥、譚茂基、明同樂、張世能、王光耀以「匪諜」罪名被押到台北馬場町槍決。

### 1950年代
1955年，陸軍上將孫立人遭誣陷「縱容部属武裝叛亂，窩藏共匪，密謀犯上」的罪名而革職軟禁，部屬300餘人被捕、刑求並下獄，至1988年蔣經國總統逝世後，李登輝總統下令解禁。1990年逝，翌年關鍵證人郭廷亮於奔走平反中離奇死亡，至2001年監院調查報告決議無罪平反。
1957年4月，駐守列嶼的陸軍第九師第二十七團團部二名士官兵攜械企圖奪船逃亡，事敗闖入湖下女青年工作隊碉堡劫持十餘名隊員，後漸釋放人質至僅留三名，求見國防會議副秘書長蔣經國申訴，金防部司令胡璉中將親至喊話勸降無果；僵持三日後以突擊隊拂曉攻堅而入，二人最後引爆多管手榴彈同歸於盡，人質俱死。事發後師長黃煜軒少將解職，郝柏村少將繼任。

### 1960年代
1964年1月21日，陸軍装甲兵副司令赵志华在臺灣省新竹县湖口乡装甲兵基地發動叛變未遂，被軍事法庭判處死刑但未執行。1975年蔣中正逝世后，趙志華被減為無期徒刑，1978年保外就医。

### 1970年代
- 1970年9月24日，陸軍化學兵學校第一特種兵陸有京服役2年3個月期間，逃出部隊潛入臺北松山機場，鑽進一架國泰航空飛往日本的客機鼻輪架裡，因為高空缺氧低溫凍死，為台灣軍中人權事件。
- 1977年8月22日，陸軍步兵第二O六師第六一八旅第七營第三連義務役二等兵馮偉仁，於服役12天後隨即失蹤，為台灣軍中人權事件。[25]
- 1979年5月16日，陸軍步兵第二八四師第八五一旅第五營第二連上尉連長林毅夫，由金門叛逃至中國大陸，中華民國政府對其發布永久通緝令。其在2008年至2012年任世界銀行首席經濟師兼負責發展經濟學的資深副行長，2013年起任中华人民共和国国务院参事[26]。然而至2014年6月12日，監察院認為，中華民國國防部與中華民國法務部對林毅夫投敵為「繼續犯」提出通緝，是侵害人身自由及居住遷徙自由[27]。

### 1980年代
- 1984年6月27日，陸軍步兵第三一九師第九五五旅第一營第二連（金東师）新兵庄辉亮逃出禁闭室後企图游往中国大陆。游出八百米后，被海岸哨及观测官发现，遂开炮射击，结果未击中庄辉亮，反而射到了解放军驻守的角屿，造成一死两重伤。庄辉亮被押回后速審死刑，並遭公示槍决[28]。

- 1987年3月7日至8日，陸軍步兵第一五八師第四七二旅在小金門射擊並屠殺無武裝的越南難民24人後毀證滅跡[29][30]，經媒體報導與立法院質詢後政府多方掩蓋案情，迄今無法進一步處理[31][32][33]。

- 1989年4月4日星期二上午10時，當時正於海軍海鋒大隊服役並擔任下士班長的江澤民[註 2]，因懷疑其女友繆秀玲（23歲，基隆市人）結交新男友移情別戀，先竊取一把65式步槍以及子彈60發後，擅自逃離營區。上午十10點，江澤民到達台北市松江路192號的「國泰松江大樓」，闖入位在該棟大樓10樓內的某家貨運公司，即繆秀玲上班的地方談判；同事林麗娟（20歲，台北市人）見狀後出面攔阻，因而激怒江澤民。江澤民立刻舉起步槍瘋狂掃射，造成林麗娟當場在電梯前死亡。[34]繆秀玲見狀，往辦公室內奔逃，江澤民持續追殺，繆秀玲臉頰中彈當場死亡。江澤民殺死上述兩女後，又繼續對公司內外開槍掃射洩憤；警方接獲報案後，到場先對空鳴槍示警，並勸江澤民棄械投降，但江澤民隨後即持步槍朝頭部開槍自殺。後來，警方送江澤民至馬偕醫院急救，於當日下午1時左右，不治身亡。事後警方調查發現，江澤民留有遺書一封，主要內容為怪罪繆秀玲行為不檢，並發生感情糾紛多年，而江澤民情緒長期處於不穩定而引發殺機；本事件共造成3人死亡。[35]

## 李登辉时期

### 拉法叶军购案
在1989至1991年购买法国拉法叶舰的过程中，爆出收受佣金之弊案，多名与此案相关者离奇死亡。

### 1996年
1996年12月4日，空軍防砲警衛司令部警衛指揮部警衛連二兵蔡照政因軍中管教問題，不適應軍中生活，在值衛哨勤務時持步槍殺人後自裁，造成三死三傷的慘劇。
1996年9月12日，空軍作戰司令部福利站員工的五歲幼女被人發現陳屍在福利站廁所後方的水溝內，軍方組成「0912專案小組」，將被認定涉案的江國慶於1997年8月13日執行槍決，被槍決時年僅21歲。。

### 1999年
1999年10月，空軍桃園基地彈藥庫兩次遭竊，T65突擊步槍子彈、手榴彈等大量彈藥不翼而飛，引發社會譁然。空軍迫於追緝壓力，將基地士兵蘇黃平、羅樟坪及王至偉三人羈押四個多月并刑求逼供，造成三名士兵身心嚴重創傷，成为台灣軍中人權事件之一。

## 陈水扁时期

### 2002年
2002年9月19日，陆军花莲飞弹指挥部中尉王宜宏，私自伪造批准出境文件，带着太太和十个月大的女儿前往泰国，并在10月7号转机抵达北京。这是有史以来，第一次国军现役军官带同家属前往大陆的案件，也是陈水扁总统上台后，第一宗军官逃往大陆事件。中华民国国防部长汤曜明代表军方向全台湾民众道歉。陆军总部政战主任许思敬中将等6人，均分别接受大过或调离现职的处分。 

### 2005年
2005年3月，苹果日报报道，陸軍第八軍團多名軍官強迫士兵休假時嫖妓，並向他們放高利貸。一名少校及一名上尉被拘捕，十八名軍官被懲處，其中包括一名中將。

### 2006年
2006年，国防大學政戰學院軍官集資搞地下錢莊，少校教官陳中昱、退役部屬徐立齊等23人被依重利罪起訴。不过，板橋地方法院審理後，以證據不足為由，23人全數無罪。

### 2007年
2007年，在陸軍第六軍團裝甲部隊服役的戰鬥聯隊二兵駕駛康銘軒酒後尾隨十七歲高中少女返家並性侵數次，被少女家人發現後呼喊鄰居緝捕歸案，遭判刑十五年。

## 马英九时期

### 2008年
2008年9月8日，陆军航空特战指挥部义务役下士洪文璞，服役期间遭不当体罚凌虐，愤而跳楼自尽。

### 2013年
2013年7月4日，陸軍裝甲第五四二旅義務役士官洪仲丘 身高172.5公分、体重98公斤 其在室外温度达红旗警戒时，仍执行操练。结果导致中暑，引發彌散性血管內凝血而死引发社会舆论关注，最终导致国防部长高華柱辞职。2013年8月1日，國防部長高華柱辭職后，由副部長楊念祖接任。但楊念祖因剽竊論文醜聞，上任僅6天即閃辭。

2013年8月3日，「萬人送仲丘」晚會中山南路一隅

### 2015年
- 2015年3月29日，陸軍航空第六O一旅違反國軍的相關規定，带二十名民間人士參觀與玩賞高度保密的AH-64阿帕契直升機。事发后，參謀總長嚴德發上將自請處分[51]，被記過一次；陸軍司令邱國正上將被記過二次[52]。
- 2015年3月，陸軍東引地區指揮部指揮官楊嘉智少將在營外喝酒後返回部隊，直接進入女軍士官寢室內，對多名女性軍士官以言語或肢體性騒擾。[53]

## 蔡英文时期

### 2016年
- 2016年6月26日，高雄市議員陳信瑜在YouTube貼出一段海軍陸戰隊防空警衛群警衛隊隊員虐狗的影片，导致國内群情激愤。3名涉案人被迫在長官陪同下出面鞠躬致歉。[54]
- 2016年9月，苹果日报报道，中华民国空軍某聯隊一名33岁楊姓士官長挾裸照性侵少女。[55]
- 2016年11月11日 許歷農、曹文生、夏瀛洲、王文燮、沈國禎、陳廷寵、周仲南等7位中華民國國軍退伍上將，吳斯懷、陳興國、沈方秤、梁世銳、王詣典等12位退伍中將，韋家慶、章長蓉等18位退伍少將赴中国大陆在北京市人民大會堂紀念舉辦的孫中山先生誕辰150週年活動，並在台下聽中國共產黨總書記習近平的演說[56][57]。

### 2017年
2017年6月，空軍第六混合聯隊C130運輸機機組人員利用飛往澎湖公務機會，看煙火後到當地性服务场所散心，離開時付款新台幣1萬元，驚動當地警察介入調查導致事件曝光。

### 2018年
2018年3月，網路上流傳著數張陸軍第八軍團女兵的照片，並且帶有召妓言詞，遭到大量網友批評。

### 2023年
2023年2月，日本經濟新聞報導，據民進黨高層透露有九成的国军退役軍官前往中國大陸與中國大陸情報機關交換情報引發台軍方面不滿。
2023年，國軍接連發生管制槍械丟失問題。

## 賴清德时期

### 多次被曝使用中國大陸製造零件或設備
中华民国国军在2022年到2024年期間被多次曝出使用中國大陸製造的零件或設備。

## 外部連結
- 中華民國國防部
- 國家圖書館數位影音服務系統（臺灣電視公司授權數位典藏與公開傳輸） （页面存档备份，存于）
- 軍人犯罪史@古畑任三郎的部落格 （页面存档备份，存于）